# Мочуре
Мочуре е село в Южна България. То се намира в община Рудозем, област Смолян.

## География
Село Мочуре се намира в планински район.

## История
По време на Илинденско-Преображенското въстание в 1903 година в село Мочуре (Могуре) има 23 къщи. В демографската статистиката на професор Любомир Милетич от 1912 година е посочено, че в селото живеят 90 помаци.

## Религии
Жителите на селото изповядват исляма и са помаци.